# Chelicerca davisi
Chelicerca davisi is een insectensoort uit de familie Anisembiidae, die tot de orde webspinners (Embioptera) behoort. De soort komt voor in Mexico (Veracruz).
Chelicerca davisi is voor het eerst wetenschappelijk beschreven door Ross in 1940.